# Torchure
Torchure war eine deutsche Death-Doom-Band aus Uelzen, die im Jahr 1985 gegründet wurde, sich 1988 auflöste, noch im selben Jahr wieder zusammenfand, ehe sie sich ca. 1994 wieder auflöste.

## Geschichte
Die Band wurde im Jahr 1985 von den Brüdern Thorsten (E-Bass) und Andreas Reissdorf (E-Gitarre) gegründet. Im Mai 1988 folgte mit Signs of Premonition ein erstes Demo, ehe sich die Band noch im selben Jahr wieder auflöste. Gegen Ende des Jahres fand sich die Band wieder zusammen und bestand neben den Reissdorf-Brüdern aus Sänger Martin Matzak, dem Gitarristen Tomas und dem Schlagzeuger Stefan Pickbrenner. 1990 wurde das von einigen kleineren Auftritten begleitete zweite Demo Hellraiser erstellt, dem sich 1991 ein weiteres Demo namens Traces anschloss. Im Frühjahr 1992 erschien das Debütalbum Beyond the Veil. Im Mai und Juni spielte die Band europaweit zusammen mit Disharmonic Orchestra. Im Sommer des Jahres spielte die Gruppe zusammen mit Pestilence einige Auftritte in Deutschland. Zudem spielte die Band auch mit Sepultura in ganz Europa. In der Nacht zum 17. Oktober 1992 ereignete sich um 4 Uhr auf der Bundesstraße 71 ein folgenschwerer Unfall: Fahrer Andreas Reissdorf schlief bei der Fahrt von einer Discothek ein und prallte mit dem Wagen und seinen vier schlafenden Insassen gegen einen Baum. Drei Insassen verstarben, darunter die Reissdorf-Brüder. Die letzten Arbeiten der Brüder waren auf der Kompilation Stop War von 1MF Records mit den Liedern Between the Urges und Sinister Seduction zu hören. Die beiden verbliebenen Mitglieder, Sänger Matzak und Schlagzeuger Pickbrenner, lösten die Band jedoch nicht auf, sondern holten die Gitarristen Malte und Mario Staller und den Bassisten Karol Banaszynski zur Besetzung. Es folgte das zweite Album The Essence im Herbst 1993. Das Album wurde von S.L. Coe, ehemaliger Sänger von Scanner, produziert. Etwas später löste sich die Band auf.

## Stil
Auf Beyond the Veil spielte die Band abwechslungsreichen und atmosphärischen Death Metal vermischt mit Doom Metal, der von Tempo- und Rhythmuswechseln, sowie aggressiven Gesang geprägt wurde. Auf dem zweiten Album The Essence klang die Band aggressiver, wobei der Einsatz eines Keyboards wie auch der gutturale Gesang wie bereits beim ersten Album charakteristisch waren. In Liedern wie Cry of Madness waren zudem auch wieder Doom-Metal-Einflüsse hörbar.

## Diskografie
- Signs of Premonition (Demo, 1988, Eigenveröffentlichung)
- Hellraiser (Demo, 1990, Eigenveröffentlichung)
- Traces (Demo, 1991, Eigenveröffentlichung)
- Beyond the Veil (Album, 1992, 1MF Recordz)
- The Essence (Album, 1993, 1MF Recordz)